# Кшивосніти
Кшивосніти (пол. Krzywośnity) — село в Польщі, у гміні Гушлев Лосицького повіту Мазовецького воєводства. Населення — 174 особи (2011).

## Історія
За даними етнографічної експедиції 1869—1870 років під керівництвом Павла Чубинського, у селі проживали лише греко-католики, які розмовляли українською мовою.
У 1975—1998 роках село належало до Білопідляського воєводства.

## Демографія
Демографічна структура станом на 31 березня 2011 року:
|          | Загалом | Допрацездатний вік | Працездатний вік | Постпрацездатний вік |
| -------- | ------- | ------------------ | ---------------- | -------------------- |
| Чоловіки | 89      | 14                 | 56               | 19                   |
| Жінки    | 85      | 17                 | 37               | 31                   |
| Разом    | 174     | 31                 | 93               | 50                   |